# Jerzy Waluga
Jerzy Waluga (ur. 13 kwietnia 1930 w Warszawie, zm. 15 lutego 2023 w Olsztynie) – polski inżynier i fotograf (autor około 100 tys. zdjęć głównie dokumentujących przemiany w 50 letniej historii kortowskiej uczelni – najpierw ART Obecnie UWM), wydawca książek i czasopism rybackich, z wykształcenia rybak, absolwent Wydziału Rybackiego Wyższej Szkoły Rolniczej w Olsztynie.

## Życiorys
Do szkoły uczęszczał w Krakowie. W czasie okupacji był członkiem Szarych Szeregów. W 1950 roku ukończył Liceum Rybackie w Krakowie i wrócił do Warszawy. Tam podjąć pracę na stanowisku instruktora w Zarządzie Głównym Polskiego Związku Wędkarskiego. W 1951 rozpoczął studia na Wydziale Rybackim Wyższej Szkoły Rolniczej w Olsztynie, który ukończył w 1955 roku z dyplomem inżyniera, a w 1961 roku magistra.
Po studiach rozpoczął pracę jako kierownik w tworzonym ośrodku zarybieniowym w Czarcim Jarze. W 1957 roku rozpoczął pracę w Instytucie Rybactwa Śródlądowego w Olsztynie. Przez 8 lat uczestniczył w pracach urządzeniowych obejmujących tereny Pomorza Środkowego. W 1965 roku został przeniesiony do Zakładu Upowszechniania Postępu Instytutu Rybacka Śródlądowego, gdzie zajmował się organizowaniem wdrożeń, szkoleniem i upowszechnianiem.
Od 1973 roku prowadził między innymi redakcję Roczników Nauk Rolniczych serii Rybactwo.
W 1977 roku awansował na stanowisko kierownika zakładu. Na przełomie lat 70. i 80. uczestniczył w realizacji prac naukowych w ramach dużych programów badawczych dotyczących rozwoju rybactwa śródlądowego, a na przełomie lat 80. i 90. koordynował działalność instytutu dotyczącą prac kooperacyjnych i usługowych.
Na początku lat 90., po zaprzestaniu wydawania Gospodarki Rybnej i Roczników Nauk Rolniczych, uruchomił wydawanie Komunikatów Rybackich oraz Archiwum Rybactwa Polskiego, a następnie zorganizował Wydawnictwo Instytutu Rybactwa Śródlądowego.
W 1995 roku przeszedł na emeryturę.
Jest autorem lub współautorem około 40 publikacji.
Przez wiele lat był działaczem Sekcji Rybackiej Stowarzyszenia Inżynierów i Techników Rolnictwa NOT pełniąc funkcje sekretarza, a następnie przewodniczącego sekcji. W latach 1973–80 był sekretarzem Zespołu Rybactwa Rady Naukowo-Technicznej przy Ministrze Rolnictwa. W latach 80. działał w strukturach „Solidarności”, m.in. w Komisji Nauki.
Część fotografii, wykonanych przez Jerzego Walugę znajduje się w Archiwum Uniwersytetu Warmińsko-Mazurskiego, wiele wykorzystano w różnych publikacjach naukowych i popularnonaukowych oraz na organizowanych wystawach. Specjalizuje się z w fotografii o tematyce rybackiej, dokumentacyjnej mikroskopowej, a od ostatnio także fotografii lotniczej, dokumentował zmiany w miasteczku akademickim i ważniejsze uroczystości olsztyńskiej uczelni.